# Zond 3
Zond 3 (Russisch: Зонд-3) was een Russische onbemande ruimtemissie naar de maan. Deze vlucht vond plaats in het midden van de jaren 60 uit de vorige eeuw.

## Gewijzigde missie
Deze sonde werd gebruikt als experimenteel platform voor telecommunicatie tijdens interplanetaire vluchten en om het nog immer onbekende deel van de achterkant van de maan te fotograferen. De beperkte opnames door hun Loena 3 lieten nog grote witte plekken open op de maankaart. Zo'n 30% van de achterkant bleef nog onverkend.
Dit bleek echter niet zijn oorspronkelijke doel. Het eigenlijke doelwit van Zond 3 was eigenlijk Mars. De bedoeling was dat deze verkenner in 1964 zou worden gelanceerd om de rode planeet tijdens zijn passage te onderzoeken. Het was niet de bedoeling om het toestel in een baan rond Mars te brengen. De onverwachte vertraging tijdens de bouw zadelde de Russen met een groot probleem op. Ruimtevluchten naar Mars zijn slechts ongeveer eenmaal per twee jaar mogelijk, als beide planeten in oppositie staan. De noodgedwongen uitgestelde lancering kwam daardoor te laat: het lanceervenster voor Mars sloot zich. De eerstkomende twee jaar waren geen missies naar de rode planeet meer mogelijk. De Sovjets maakten van de nood een deugd en besloten tot een maanmissie. In deze tijd van Koude oorlog konden zij zich geen afgang in de ruimterace veroorloven.

## Technische uitrusting

### Gewicht
De Zond 3 woog in totaal 950 kg.

### Wetenschappelijke instrumenten
Zond 3 droeg als nuttige lading:
- Tv-camera
- Stralingsmeters voor kosmische straling en de zonnewind.
- Meteorietendetectoren.
- Ultraviolet spectrograaf.
- Ultraviolet/infrarood spectrofotometer.[1]

### Camerasysteem
Het 6½ kg zware opnamesysteem van Zond 3 bestond uit een sterk verbeterde versie van dat van Loena 3 en een upgrade daarvan aan boord van Mars 1. Dit was ingebouwd, gebruikte patrijspoorten om beelden te maken en kon in zowel zichtbaar licht als uv (250-350 nm) opnames maken. Het had een brandpuntsafstand van 106,4 mm en benutte een 25 mm film. De achtste, negende en tiende opname waren in ultraviolet. De sonde kon de gemaakte foto's op twee manieren overseinen. Een ruwer, maar relatief snel verzonden beeld bestond uit 67 beeldlijnen, dat in 135 seconden werd verstuurd. Een kwalitatief betere scan nam 34 minuten in beslag en bevatte 1100 beeldlijnen van elk 860 beeldpunten. Qua kwaliteit konden de Russische foto's zich meten met die uit het Amerikaanse Rangerprogramma; bovendien leverde Zond 3 aanzienlijk betere beelden af dan Mariner 4. Iedere opname kon meermaals worden gescand voor een betere signaal-ruisverhouding, resulterend in gedetailleerdere foto's. Films werden belicht, ontwikkeld, gefixeerd en gedroogd, alvorens te worden afgetast en naar de Aarde overgeseind. De gebruikte belichtingstijden wisselden tussen 1/300 en 1/100 seconde. Het duurde 2 minuten en 15 seconden om een opname te maken en te ontwikkelen.
Latere Zond-missies die wel als uitgangspunt een maanvlucht hadden, beschikten over filmcassettes die na afloop bij terugkeer op Aarde werden geborgen. Hierdoor was een groter oplossend vermogen haalbaar dan bij de toenmalige overseintechnieken kon worden bereikt. Zond 3 had die luxe niet omdat het toestel alleen langs Mars zou vliegen en dit cassettesysteem dus niet was ingebouwd.

## Missieverloop

### Lancering
Zond 3 werd op 18 juli 1965 gelanceerd met een A-2-e Molniya draagraket vanaf Bajkonoer. Na het bereiken van een parkeerbaan schoot de laatste trap hem richting maan.

### Passage langs de maan
Na een korte, snelle vlucht van slechts 33 uur (ter vergelijking: een Apollocapsule doet er drie dagen over) passeerde Zond 3 de maan op 20 juli 1965. De kleinste afstand tot de maan bedroeg 9220 km. Tijdens deze passage maakte de verkenner in totaal 28 foto's, waarvan drie ultraviolet. Hiervan waren 23 opnames van het maanoppervlak (waarvan 3 ultraviolet). De opnames werden gemaakt op een afstand van 9960 tot 11570 km. Gecombineerd met de afbeeldingen door Loena 3 was nu 95% van de achterkant van de maan in kaart gebracht.
Pas op 29 juli seinde de verkenner zijn opnames naar de Aarde. Hij bevond zich toen 2,2 miljoen km van de Aarde. Als test voor interplanetaire telecommunicatie herhaalden de Sovjets deze uitzending op 31 oktober, de afstand bedroeg nu 31½ miljoen km. Het laatste radiocontact was medio maart 1966. Toen de vluchtleiding het contact voorgoed verloor, was Zond 3 zo'n 153½ miljoen km van de Aarde verwijderd. Ter indicatie: dit is ongeveer de afstand van de Aarde tot de Zon. Zond 3 bevindt zich nu in een heliocentrische baan.

### Hak gezet
Hun directe concurrenten de loef afsteken was de Russen in die jaren wel toevertrouwd. Aan de andere zijde van de oceaan keken hun collega's van NASA stilletjes toe. Zij hadden de wereldwijde aandacht van de pers betreffende Zond 3 in gedachten al voor hun Surveyor-programma gereserveerd. De ruimterace ging onverminderd voort, maar deze publiciteitsslag wonnen de Russen ruim op punten.